# Enrique Cabal
Enrique Cabal Solís (Gijón, Asturias, España, 15 de enero de 1929) es un exfutbolista español que jugaba como defensa.

## Clubes
| Club                         | País   | Año       |
| ---------------------------- | ------ | --------- |
| Real Gijón                   | España | 1949-1958 |
| Real Avilés C. F.            | España | 1958-1959 |
| Cultural y Deportiva Leonesa | España | 1959-1962 |
| Entrego C. D.                | España | 1962-1963 |